# Thomas Stritzl

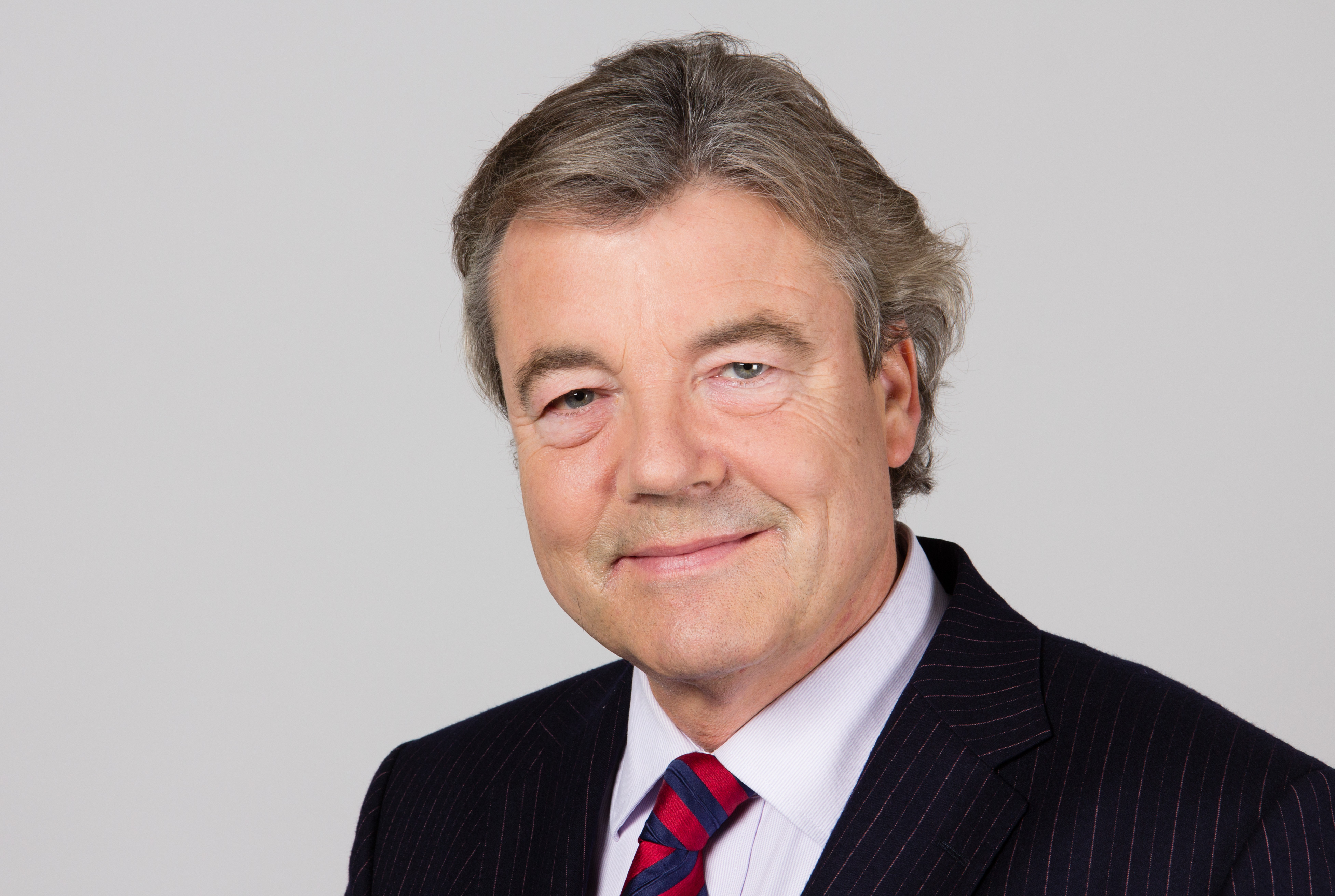
Thomas Stritzl, 2014

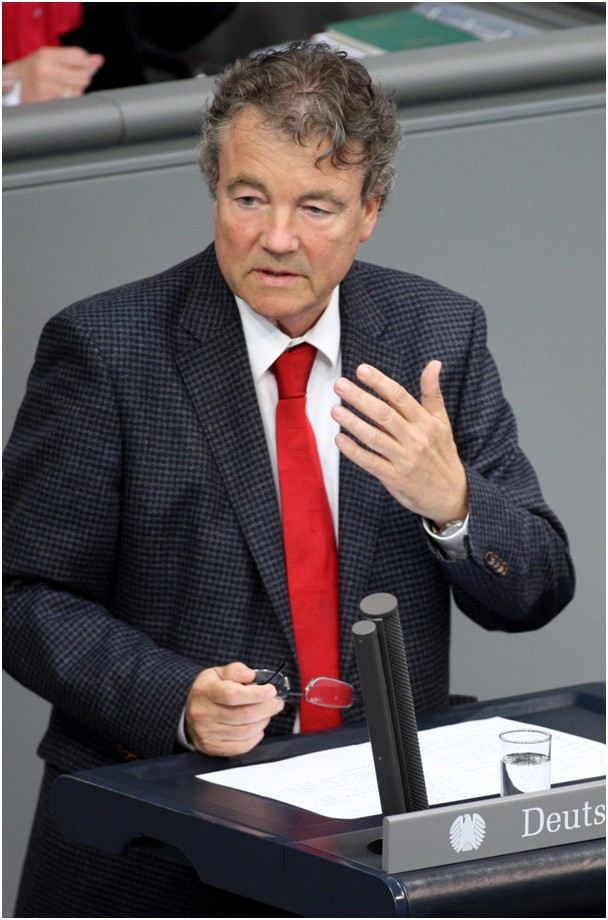
Thomas Stritzl, MdB (Mai 2014)

Thomas Stritzl (* 22. September 1957 in Hamburg) ist ein deutscher Politiker (CDU). Von September 1987 bis Oktober 2009 war er Mitglied des Schleswig-Holsteinischen Landtages. Von 2005 bis 2009 war er stellvertretender Vorsitzender der schleswig-holsteinischen CDU-Landtagsfraktion und von 2000 bis 2005 Erster Vizepräsident des Landtages von Schleswig-Holstein. Von 2013 bis 2017 war Stritzl Mitglied des Deutschen Bundestages.

## Leben und Wirken
Nach dem Abitur am Nordseegymnasium in Sankt Peter-Ording leistete Stritzl seinen Wehrdienst bei der Bundesmarine. Im Anschluss wurde er Mitglied des Corps Palaiomarchia-Masovia Kiel und absolvierte das Studium der Rechtswissenschaft an der Christian-Albrechts-Universität Kiel, welches er mit dem Ersten juristischen Staatsexamen abschloss. Nach Beendigung der Referendarzeit und dem Zweiten Juristischen Staatsexamen war Stritzl Justiziar und Geschäftsführer mehrerer Unternehmen. Er ist heute zugelassener Rechtsanwalt beim Landgericht Kiel und als solcher auch in diesem Beruf tätig. Seit 2013 sitzt Stritzl zudem als Mitglied im Verwaltungsrat der Förde Sparkasse Kiel.
Stritzl hat eine Tochter und wohnt mit seiner Familie im Kieler Norden.

## Politik
Bereits 1976 trat Stritzl in die Junge Union (JU) und in die CDU ein. Von 1978 bis 1980 war er dort Vorsitzender des JU-Kreisverbandes Nordfriesland und saß von 1981 bis 1987 im Bundesvorstand der Jungen Union. 1986 wurde er Landesvorsitzender der JU in Schleswig-Holstein; dieses Amt hatte er bis 1992 inne.
Neben seinen Ämtern in der JU war Stritzl Vizepräsident der Democrat Youth Community of Europe sowie von 1979 bis 1983 Sprecher der Wehrpflichtigen im Bundesvorstand des Deutschen Bundeswehr-Verbandes.

## Zeit als Abgeordneter des Landtages von Schleswig-Holstein und Kreisvorsitzender der CDU Kiel
Seit 1987 gehört Stritzl dem CDU-Landesvorstand in Schleswig-Holstein an. Dort war er von 1991 bis 2002 stellvertretender CDU-Landesvorsitzender und von 2003 bis zum 25. Januar 2019 Vorsitzender des CDU-Kreisverbandes Kiel. In einer Kampfabstimmung unterlag er dem Landtagsabgeordneten Tobias von der Heide.
Ebenfalls 1987 wurde Stritzl als Abgeordneter in den Landtag von Schleswig-Holstein gewählt; dieses Amt übte er über 22 Jahre bis 2009 aus. In seiner Abgeordnetenzeit war Stritzl u. a. Fraktionssprecher für die Fachbereiche Jugend, Umwelt, Justiz und Finanzen sowie ordentliches Mitglied des Wirtschaftsausschusses des Landtages. 2002 bis 2004 leitete er als Vorsitzender den Untersuchungsausschuss zur Klärung von Rechtsverletzungen und sonstigem Fehlverhalten durch Mitglieder der Landesregierung oder Beschäftigte des Landes bei Vergabeverfahren.
2000 wurde Stritzl zum Ersten Vizepräsidenten des schleswig-holsteinischen Landtages gewählt, 2005 zum stellvertretenden Vorsitzenden der CDU-Landtagsfraktion Schleswig-Holstein.

## Abgeordneter des Deutschen Bundestages
Für die Bundestagswahl 2013 kandidierte Stritzl erfolglos im Wahlkreis Kiel, zog aber über die CDU-Landesliste in den Deutschen Bundestag ein. Hier war er ordentliches Mitglied im Ausschuss für Gesundheit und dort Berichterstatter der CDU/CSU-Fraktion für den Bereich der privaten Krankenversicherungen. Zudem war er stellvertretendes Mitglied im Ausschuss für Recht und Verbraucherschutz, im Verteidigungsausschuss sowie im Ausschuss für wirtschaftliche Zusammenarbeit und Entwicklung.
Weiterhin war Stritzl stellvertretender Vorsitzender der Bundestagsdelegation der Ostseeparlamentarierkonferenz (BSPC), stellvertretendes Mitglied in der Parlamentarischen Versammlung der OSZE (OSZE PV), Mitglied des Arbeitskreises Afrika der CDU/CSU-Fraktion sowie der deutsch-nordischen Parlamentariergruppe, der Parlamentsgruppen ASEAN und östliches Afrika.
Bei der Bundestagswahl 2017 kandidierte Stritzl erneut im Wahlkreis Kiel, unterlag jedoch knapp und konnte diesmal auch nicht über die CDU-Landesliste in den Deutschen Bundestag einziehen. Für den Fall des Ausscheidens eines schleswig-holsteinischen CDU-Mandatsträgers wäre er jedoch erster Nachrücker gewesen.
Auch bei der Bundestagswahl 2021 kandidierte Stritzl erneut im Wahlkreis Kiel für seine Partei. Er erreichte diesmal jedoch nur noch 18,3 % der Stimmen und zog damit erneut nicht in den Deutschen Bundestag ein.